# Perarolo di Cadore
Perarolo di Cadore est une commune italienne de la province de Belluno, dans la région Vénétie.

## Administration
| Période                                  | Période | Identité | Étiquette | Qualité |
| ---------------------------------------- | ------- | -------- | --------- | ------- |
|                                          |         |          |           |         |
| Les données manquantes sont à compléter. |         |          |           |         |

### Hameaux
Caralte, Peron, Macchietto, Fontanelle

### Communes limitrophes
Cimolais, Erto e Casso, Ospitale di Cadore, Pieve di Cadore, Valle di Cadore